# 三月事件
三月事件（さんがつじけん）とは、1931年（昭和6年）3月20日（金曜日）を期して、日本陸軍の中堅幹部によって計画された、クーデター未遂事件である。橋本欣五郎陸軍参謀本部ロシア班班長ら「桜会」のメンバーが、民間右翼の大川周明・清水行之助らと計画を立案した。だが、最終的には宇垣の同意が得られず未遂に終わった。この計画には参謀本部第2部長・建川美次少将、二宮治重参謀次長、小磯國昭軍務局長も賛同していたとみられる。
清水が主催する右翼団体・大行社が警視庁を襲撃、東京各所で擬砲弾を炸裂させて騒擾を起こし、社会民衆党の亀井貫一郎、赤松克麿らが大衆を動員して第59回帝国議会における労働法案上提の予定日である3月20日に開催中の議会へ群衆を押しかけさせ、陸軍将校が議会を封鎖して議会の保護を理由に濱口内閣（濱口は襲撃事件で重傷を負い、幣原喜重郎が代理を務めていた）を辞任させ、宇垣一成陸相を首班指名させる計画だった。
計画は永田鉄山軍事課長や岡村寧次補任課長にも伝わったが、岡村の日記によれば、永田らは当初から「慎重を勧告」し、「最初より軍最高首脳が同意せざるべきを判断して戒め」たという。なお、のちに流布された『所謂十月事件に関する手記』では、三月事件のさい橋本ロシア班長が二宮参謀次長より得た情報として、宇垣の乗り出しに賛成している軍部首脳の一人に永田の名前が挙げられている。この点について、実際に永田が一時賛成したのか、あるいは橋本の虚報によるものか、真偽は確認できない。

## 背景
1930年（昭和5年）に橋本欣五郎中佐、長勇少佐、田中清少佐、支那課長・重藤千秋大佐らは、政治結社「桜会」を結成した。

## 計画の端緒
計画の端緒については2説あり、橋本の手記では、橋本が当時の宇垣一成陸相を首班とする軍事政権樹立のためのクーデターの実行を決意して、参謀本部第2部長・建川美次少将を通じて参謀次長・二宮治重中将、陸軍次官・杉山元少将、軍務局長・小磯國昭少将ら宇垣に近い将官の賛同を得、計画実行のために作戦課長・山脇正隆大佐、新聞班長・根本博中佐、鈴木貞一中佐、重藤大佐ら佐官クラスの将校を交えて協議を重ねた、とされている。
他方で、1931年（昭和6年）1月13日に、宇垣は陸相官邸で、杉山、二宮、小磯、建川、山脇、永田（当日は代理の鈴木貞一が出席）、橋本、根本と国内改造のための方法手段を協議し、同月、宇垣の意を汲んだ二宮が橋本を呼んで、宇垣が政権を奪取するための計画の立案を指示し、橋本が桜会の仲間と計画立案に着手した、ともいわれている。

## 破壊計画
破壊計画は大川周明が立てた。
これに永田鉄山軍事課長、岡村寧次補任課長ら当時の陸軍上層部や社会民衆党の赤松克麿、亀井貫一郎、右翼の思想家大川周明や右翼活動家・清水行之助らも参画。
2月7日、重藤支那課長宅で、坂田中佐、根本中佐、田中清大尉の4名が行動計画案を協議した。計画では、3月20日頃に大川、亀井らが1万人の大衆を動員して議会を包囲。また政友会、民政党の本部や首相官邸を爆撃する。混乱に乗じ、第1師団の軍隊を出動させて戒厳令を布き、議場に突入して濱口内閣の総辞職を要求。替わって宇垣一成陸相を首班とする軍事政権を樹立させるという計画だった。
1月-2月頃、大川は宇垣の真意を確認するために宇垣と会い、婉曲に「東京で暴動が起って、首相への出馬を要請されたらどうするか」と尋ねると、宇垣は、「国家に有事があれば身命を捨てて乗り出す」と答えたため、大川は宇垣は計画に賛成したと判断したとされる。

## 資金
計画の資金として、参謀本部の機密費と清水行之助が徳川義親から借りた資金20万円を充てることが計画された。

## 予行演習
2月に社会民衆党、労農党、全国大衆党の無産3派は、事件の予行演習として、日比谷で内閣糾弾演説会を開き、議会に向けてデモを行ったが、動員規模は予想よりもはるかに小規模で、大川のいう「1万人デモ」は実現の見込みが低いことが分かり、桜会の中でも計画中止の意見が出るようになった。

## 挫折
永田鉄山軍事課長や岡村寧次補任課長らが時期尚早論を唱えて反対し、浜口首相の辞職による大命降下の可能性もあったので、宇垣は躊躇した。後に永田鉄山軍事課長のメモを根拠に計画書を作成したとして陸軍内で問題になったが、岡村寧次の日記によれば永田鉄山軍事課長は最初から慎重論を唱えており、小磯軍務局長の証言によれば、絶対反対を唱えていたという。

また第1師団長の真崎は、3月15日に永田と士官学校同期である師団参謀長磯谷廉介から、クーデターの計画を聞き、磯谷をして永田に警告させた。さらに、警備司令官に対して、「もし左様な場合には、自分は第一師団長として、警備司令官の指揮命令を奉じない。あるいは大臣でも次官でも、逆に自分が征伐するかもしれんから、左様ご了承を」と通告した。それで計画はガタガタに崩れた。
この計画は決して綿密とはいえないものであった。1万人の大衆動員計画は実現性を欠いたものであり、また橋本、大川らの証言によると、計画の最終段階に至って宇垣がクーデターに反対（非合法的手段によらずに首相に就任する見通しが立ったためとの説がある）、小磯や徳川も計画を中止するよう動いたという。宇垣自身は事件への関与を全面否定しているが、宇垣の主張には信憑性がないとする研究が多い。
日本史学者の伊藤之雄は、宇垣は事前に情報を知っていたが、他には漏らさなかった、としている。
3月6日に大川は宇垣に「混乱した現在の日本を救う者はあなたしかいない。（…）政党からも出馬を願うだろうが、腐敗した政党などにかつがれるな。」という意味の書簡を送った。
クーデター計画は、決行予定日直前の3月17日に撤回された。

## 評価・影響

### 満蒙での陰謀計画へ
統制派、幕僚ファッショの陰謀計画は、三月事件を断行し、軍事政権に切り換えたうえで、満蒙問題に着手する予定であったが、皇道派の正論に圧倒されて失敗に終わると、満蒙で事を起こして国内の改革を行おうとした。

### クーデター計画の常態化
本件は、本来ならば軍紀に照らして厳正な処分がなされるべき事件であったにもかかわらず、陸軍首脳部が計画に関与していたことから、首謀者に対して何らの処分も行われず、陸軍は緘口令を布いて事件を隠匿した。
この事件は、十月事件や陸軍士官学校事件、二・二六事件など、のちに頻発する軍部によるクーデター計画の嚆矢であると共に、政界上層部や右翼、国家社会主義者をも巻き込んだ大規模な策謀であった。

### 宇垣の信用失墜
なお、宇垣は事件後陸相を辞して、朝鮮総督に就任。1937年（昭和12年）には組閣の大命を受けるに至るが、本事件や「宇垣軍縮」が災いし、軍部大臣現役武官制を盾にとった陸軍の強硬な反対に遭い頓挫。その後たびたび首相候補として名を連ねるが、ついに首相の椅子に座ることはなかった。

### クーデター資金の行方
桜会の会合は毎月偕行社で行なわれ、三月事件当時は料亭を利用しても散財はしていなかったが、満州事変や十月事件の頃、資金が豊富になってからは、新橋桝田屋で芸妓を侍らせて会合を行なったりしたため、のちの青年将校から“宴会派”と非難された。
戦後清水行之助から徳川義親に返還された50万円は社会党創立の資金になったとされる。

## 事件の記録

### 田中清の手記
桜会に所属して事件に関与した田中清大尉は、事件後、かつての上司・石丸志都磨退役少将の依頼を受けて計画の内情を手記にまとめた。この文書は石丸から皇道派、皇道派から東京憲兵隊に渡り、「粛軍に関する意見書」の付録として印刷・配布されたため、軍内部で問題となった。

### 橋本欣五郎の手記
クーデターの首謀者とされる橋本欣五郎は「昭和史の源泉」と題した手記をまとめ、桜会の同志と複写を保存していたが、いずれも消滅したと目されていたところ、橋本らがアジトとしていた下宿先の娘・内田絹子が家中に保管していた複写が戦後発見され、中野 (1963)によって内容が紹介された。

## 関連作品
映画
- 重臣と青年将校 陸海軍流血史（1958年）

## 関連文献
- 小林, 道彦（著）、日本歴史学会（編）「三月事件再考‐宇垣一成と永田鉄山」『日本歴史』第713号、吉川弘文館、2007年10月、1-19頁、ISSN 0386-9164。
- 堀, 真清 著「三月事件」、堀真清 編『宇垣一成とその時代‐大正・昭和前期の軍部・政党・官僚』11号、新評論〈早稲田大学現代政治経済研究所研究叢書〉、1999年、55-122頁。ISBN 4794804350。
- 岡田, 益吉『軍閥と重臣‐新聞記者のみた昭和秘史』読売新聞社、1975年。全国書誌番号:73011441。
- 田中, 清「『所謂十月事件に関する手記』について」『現代史資料』 5巻、国家主義運動 第2、みすず書房、1964年、829-838頁。NDLJP:3005229/0443。
- 前田, 治美『昭和叛乱史』日本週報社、1964年。NDLJP:2982782。
- 田中, 清「所謂十月事件に関する手記」『現代史資料』 4巻、国家主義運動 第1、みすず書房、1963年、650-670頁。NDLJP:3005228/0360。
- 岩淵, 辰雄『軍閥の系譜』中央公論社、1948年。NDLJP:1044921NDLJP:1153516。